# Ibarra (Spanje)
Ibarra is een gemeente in de Spaanse provincie Gipuzkoa in de regio Baskenland met een oppervlakte van 5 km². Ibarra telt 4.237 inwoners (1 januari 2016).